# Stadium Nord Lille Métropole
Stadium Nord Lille Métropole – stadion wielofunkcyjny we francuskim mieście Villeneuve-d’Ascq, na którym swoje mecze rozgrywała drużyna Lille OSC. Obiekt został zbudowany przez francuskiego architekta Rogera Tailliberta. Na obiekcie odbywa się mityng lekkoatletyczny Lille Metropole, a w 2011 obiekt gościł lekkoatletyczne mistrzostwa świata juniorów młodszych. 